# Haus Weegh

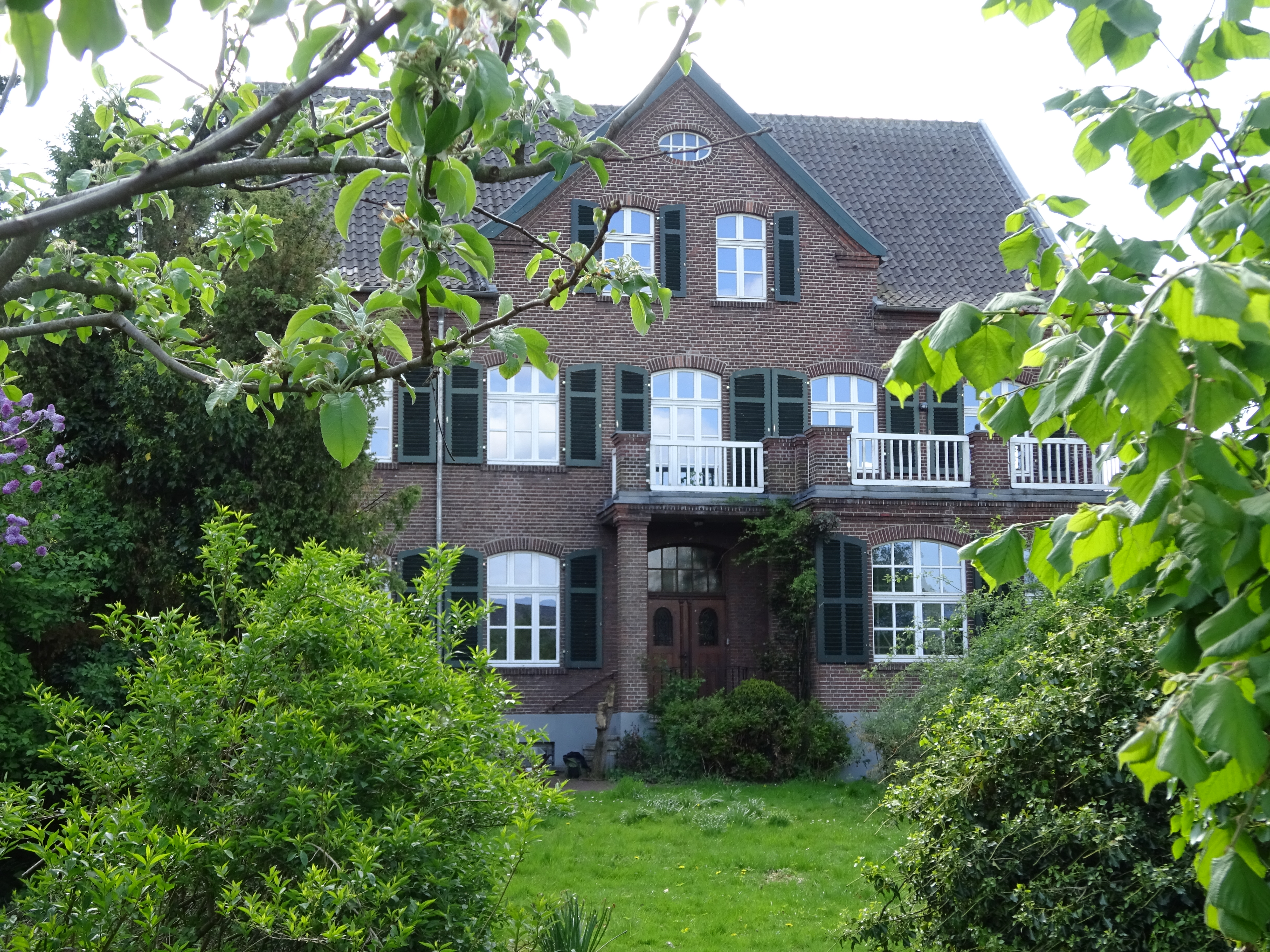
Haus Weegh

Haus Weegh ist ein denkmalgeschütztes Haus im Reeser Ortsteil Bienen im nordrhein-westfälischen Kreis Kleve, Niederstraße 3.

## Haus
Das "Haus Weegh" in Rees-Bienen ist als repräsentatives T-Haus aus Ziegelmauerwerk eines
der seltenen Beispiele der 20er Jahre Architektur im Gebiet der Stadt Rees. Es ist das einzige im Zweiten Weltkrieg unzerstörte Wohnhaus von Bienen. Seit 1993 steht es unter Denkmalschutz. Seine architektonischen Besonderheiten, wie die fünfachsige Fassade mit den dreiflügligen Sprossenfenstern und dem Balkon, die Gartenlaube aus Backstein vor der originalen hölzernen Eingangstür und Details im Vorderhaus wie der Fliesenbelag im Flur, der Wintergarten und die Holztreppe sind bis heute unverändert erhalten.

## Geschichte

Das Haus Weegh nach einer Zeichnung von Wolfgang Loos (1982)

Das "Haus Weegh" wurde 1923/24 von einem Landwirt namens Elsing erbaut. Der landwirtschaftliche Betrieb umfasste etwa 30 Milchkühe sowie eine Hengststation. Landwirt Elsing war zudem Verwalter einer Kuhherde von etwa 100 Milchkühen. Die Herde gehörte der Stadt Köln und war von dem früheren Oberbürgermeister von Köln und späteren Bundeskanzler Adenauer zur Versorgung der Kölner Schulkinder mit Milch angeschafft worden. Die Tiere wurden zur Nachweide nach dem ersten Schnitt auf die Weiden bei Grietherbusch getrieben. Der Transport der erzeugten Milch erfolgte zunächst in Kannen und per Pferdekarren zum Bahnhof nach Empel. Von dort wurde sie in Kühlwagen der Reichsbahn nach Köln transportiert. Von den zu dieser Zeit vorhandenen drei Wirtschaftsgebäuden ist heute nur noch das unmittelbar ans Wohnhaus angrenzende übrig. 1932 wurde das Haus von Gerhard Weegh, dem Vater des späteren Amtsdirektors, gekauft. In den 30er Jahren wurden die Wirtschaftsgebäude von einer Wurstfabrik genutzt. Hier wurden wöchentlich 50 Schweine und 3 Rinder verarbeitet. Die Wurstfabrik war allerdings nur etwa zwei Jahre in Betrieb. In dem vorhandenen Wirtschaftsgebäude wurden etwa 500 Schweine gemästet und in den Kellerräumen des Hauses Weegh geschlachtet. 
Der Zweite Weltkrieg hatte in Bienen seinen traurigen Höhepunkt mit dem heftigen Beschuss am 23. März 1945. Das Haus Weegh was als einziges den Angriff überstanden hatte, fanden in den folgenden zwei Wochen 90 Einwohner von Bienen und ihr Vieh hier Zuflucht. Auch die Alliierten nutzten diesen Umstand und requirierten das Haus Weegh als Standort für ihre Offiziere. Nach 1945 beschäftigte die Weberei Wieland in den Wirtschaftsgebäuden des Hauses Weegh 30 Frauen und Männer an 10 Webstühlen. Die Büroräume waren im Vorderhaus. Auf die Weberei folgte eine Spitzenhandelsgesellschaft namens Valenciennes. In den 60er Jahren hatte schließlich die Druckerei Lüdecke ihren Standort im Haus Weegh. Auch von ihr wurden die Räumlichkeiten des Vorderhauses als Büros genutzt. Neben den beschriebenen  unterschiedlichsten Nutzungen fanden Teile des Wirtschaftsgebäudes auch als Wohnraum Verwendung. Im Vorder- und im Mittelhaus war in den folgenden Jahrzehnten Platz für 5–7 Wohnungen in wechselnder Aufteilung.  
In den 1950er und 1960er Jahren diente die Wohnung von Johann und Katharina Gebbing im Haus Weegh als Poststelle. Von hier aus wurde die gesamte Post des Bereichs Bienen gesammelt und verteilt. Ebenfalls befand sich dort lange einer der wenigen Telefonanschlüsse der Gemeinde. Die Poststelle wurde mit der Pensionierung von Johann Gebbing im Jahr 1965 aufgegeben. 
Im Herbst 1994 begann mit dem Einzug des Naturschutzzentrums im Kreis Kleve in zunächst eine Wohnung des Vorderhauses die jüngste Geschichte des Hauses. 

## Naturschutzzentrum Kreis Kleve e.V.

Naturschutzzentrum Kleve

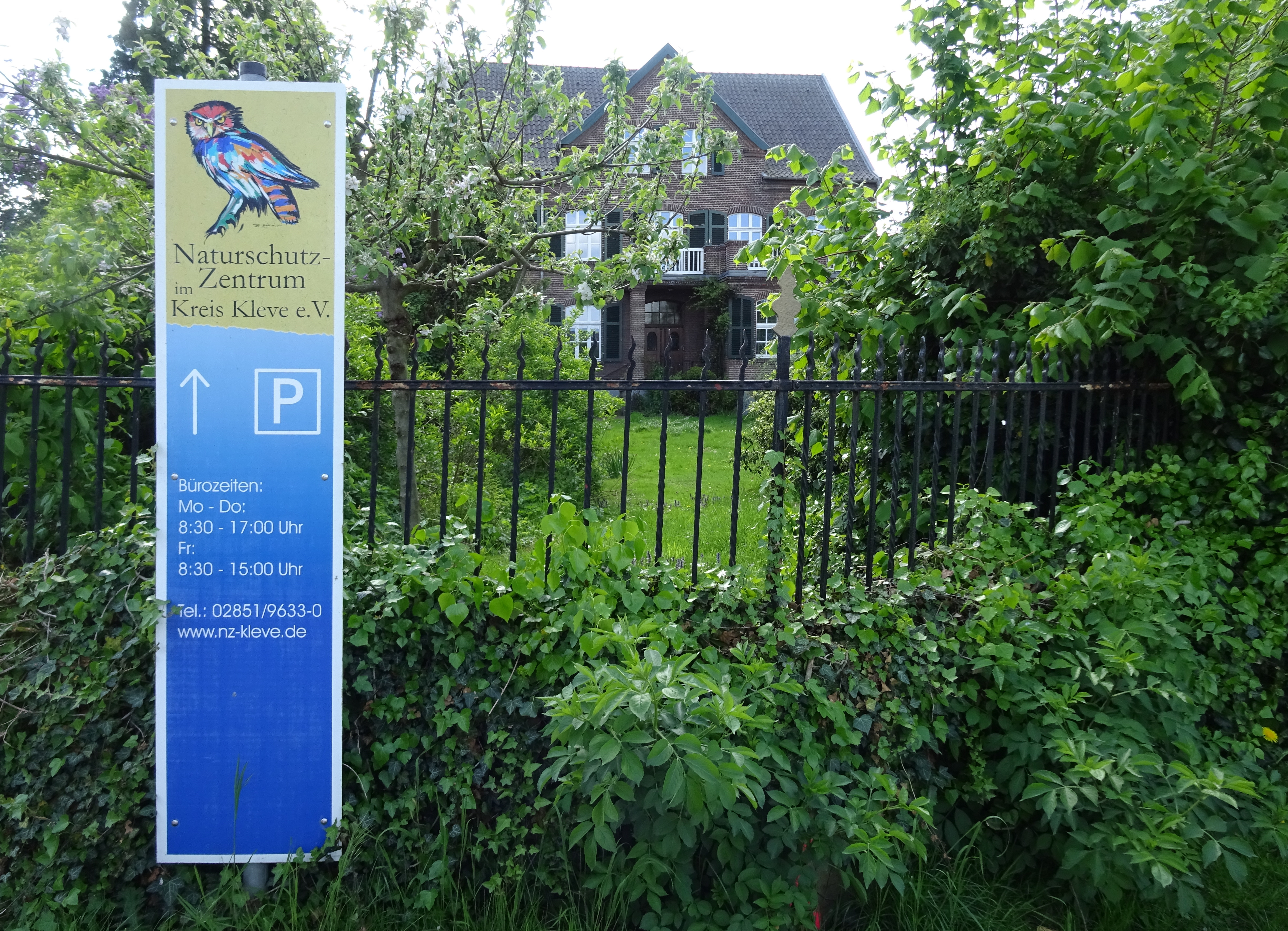
Haus Weegh

Nach dem Einzug hatten die frisch eingestellten Mitarbeiter zunächst die Aufgabe, die Räume zu renovieren, auszustatten und nach dem heutigen Stand der Technik als Büros nutzbar zu machen. Am 15. Dezember 1994 wurde der Kaufvertrag zwischen Herrn Hans Weegh und dem Naturschutzzentrum im Kreis Kleve e.V. unterzeichnet. Seit diesem Zeitpunkt ist das Haus im Eigentum des Naturschutzzentrums. Im Herbst 1999 werden mit Förderung durch das Land Nordrhein-Westfalen und mit Unterstützung durch die Stadt Rees das Vorder- und das Mittelhaus komplett renoviert. Dabei wird darauf geachtet, dass der Charakter des Hauses gewahrt bleibt und die Aspekte des Denkmalschutzes Berücksichtigung finden. Arbeit des Naturschutzzentrums Inhaltlich wird die Arbeit des Zentrums dadurch bestimmt, dass es die Aufgaben einer Biologischen Station im Kreis Kleve nach dem Konzept des Ministeriums für Klimaschutz, Umwelt, Landwirtschaft, Natur- und Verbraucherschutz des Landes Nordrhein-Westfalen erfüllt. Dieses Konzept sieht eine gemeinsame Trägerschaft von Naturschützern, "Naturnutzern" und Behörden vor, so dass als Mitglieder des Vereins Vertreter von unterschiedlichen Interessengruppen an einen Tisch gebracht werden: So sind einerseits der ehrenamtliche Naturschutz (z. B. die Schutzgemeinschaft Deutscher Wald) und andererseits die Kreisbauernschaften Geldern und Kleve, Waldbauern, Förster, Jäger und Fischer, aber auch der Kreis Kleve und die Stadt Rees in diesem Trägerverein vertreten. Für die Arbeit des Naturschutzzentrums ergibt sich daraus ein wichtiges Leitbild: "Den Schutz und die Nutzung der Kulturlandschaft nach Möglichkeit miteinander zu verbinden." Hierfür stellen das Land Nordrhein-Westfalen, der Kreis Kleve und die Städte Rees und Kleve einen Jahresetat von über einer halben Million DM zur Verfügung. 
Die Aufgaben und Arbeitsbereiche des Naturschutzzentrums sind vielfältig. Ganz im Mittelpunkt steht dabei die Arbeit in den Naturschutzgebieten, die das NZ federführend betreut. Neben dem Naturschutzgebiet Bienener Altrhein, Millinger Meer und Hurler Meer, das sich direkt vor der Haustür befindet, gehören zu den betreuten Naturschutzgebieten beispielsweise die Gebiete Salmorth und Knauheide im Norden des Kreises, die Wisseler Dünen bei Kalkar, der Reeser Altrhein südlich von Rees oder die Unteren Nuthseen und der Veengraben bei Goch. Für diese Gebiete erarbeitet das Naturschutzzentrum in Abstimmung mit den zuständigen Behörden die Pflege- und Entwicklungskonzepte und setzt diese in Zusammenarbeit mit den Landwirten um. Zur Betreuung gehört selbstverständlich auch, dass die Mitarbeiter in diesen Gebieten Pflanzen und Tiere beobachten, deren Existenz im Schutzgebiet festhalten und die Entwicklung der jeweiligen Flora oder Fauna exakt verfolgen. Denn nur mit diesen Daten kann der Erfolg der Schutzkonzepte auch überprüft werden.
Da die Schutzgebiete in die Kulturlandschaft eingebettet sind, in der Menschen leben und arbeiten, sieht es das Naturschutzzentrum als eine weitere Aufgabe an, Behörden, Verbände und auch Privatpersonen in ökologischen und naturschutzfachlichen Fragen beratend zur Seite zu stehen. Zudem führt das Naturschutzzentrum verschiedene Artenschutzprojekte sowie andere Projektarbeiten durch. Zweck dieser Arbeiten ist es vor allem, die Natur, dort wo es möglich und sinnvoll ist, auch außerhalb der eigentlichen Schutzgebiete zu entwickeln und zu schützen.
Sehe auch: Liste der Naturschutzgebiete im Kreis Kleve.

## Galerie

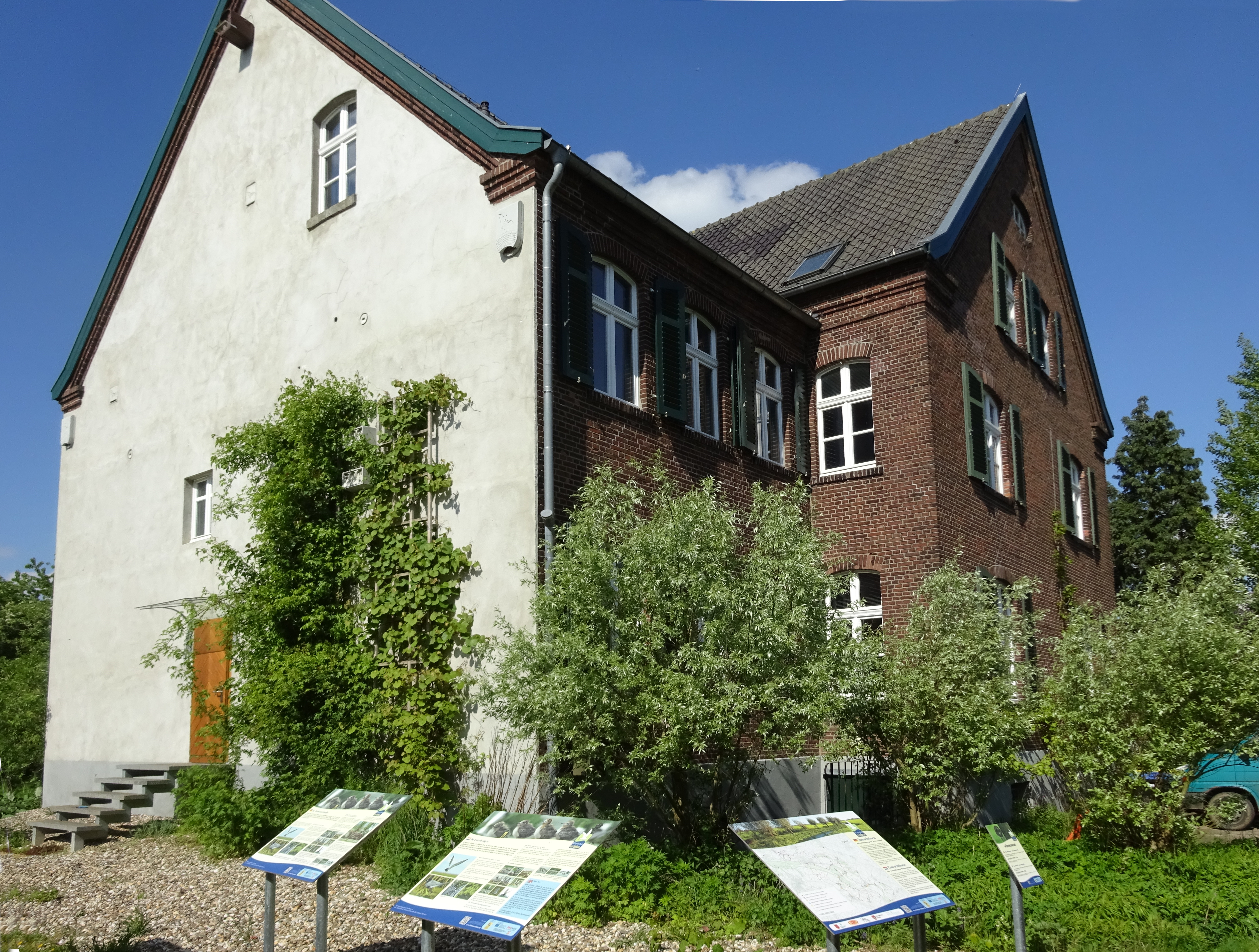
Haus Weegh
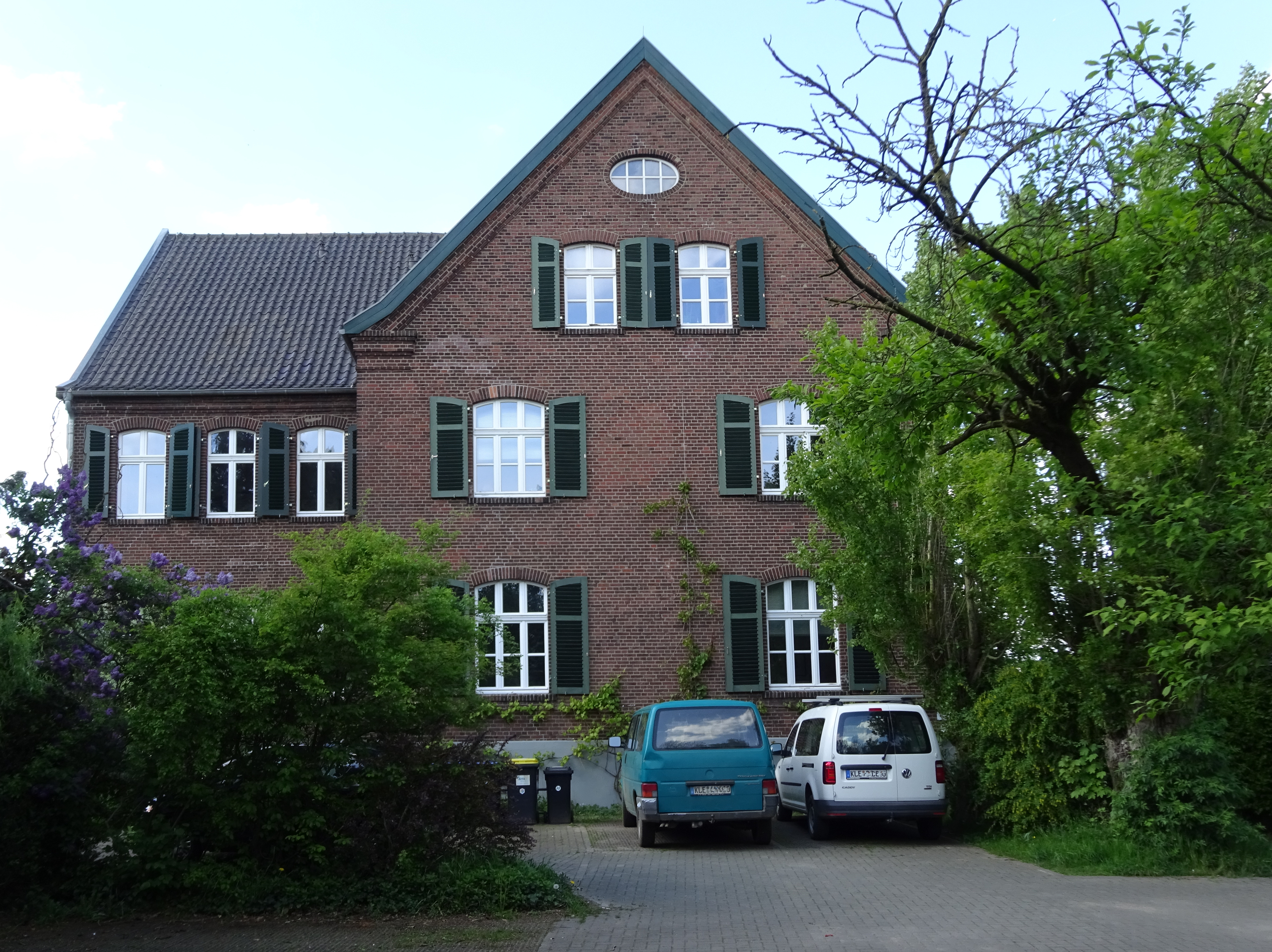
Haus Weegh